# Gnophos hamadana
Gnophos hamadana är en fjärilsart som beskrevs av Eugen Wehrli 1939. Gnophos hamadana ingår i släktet Gnophos och familjen mätare. Inga underarter finns listade i Catalogue of Life.